# Kina (valuta)
Kina (K - Kina) är den valuta som används i Papua Nya Guinea i Stilla havet. Valutakoden är PGK. 1 Kina = 100 toea.
Valutan infördes den 19 april 1975 och ersatte den australiensiska dollarn. Tidigare hette valutan såväl Nya Guinea pound som Nya Guinea mark.
Namnet kommer från kinasnäckor, som traditionellt använts som betalningsmedel på Nya Guinea.

## Användning
Valutan ges ut av Bank of Papua New Guinea - BPNG grundades i december 1973 med huvudkontoret i Port Moresby.

## Valörer
- mynt: 1 Kina
- underenhet: 1 (används sällan), 2 (används sällan), 5, 10, 20 och 50 toea
- sedlar: 2, 5, 10, 20, 50 och 100 PGK